# Bottoms (film)
Bottoms è un film del 2023 diretto da Emma Seligman.

## Trama
PJ e Josie sono due ragazze lesbiche, vergini e impopolari che frequentano la Rockbridge Falls High School. Le due sono infatuate rispettivamente di Brittany e Isabel, entrambe cheerleader, ma non riescono mai a trovare l'occasione giusta per parlare con loro. Alla fiera locale, PJ e Josie assistono a un litigio tra Isabel e il fidanzato Jeff, il popolare quarterback della squadra di football della scuola, durante il quale le due urtano lievemente il ragazzo con la macchina. All'inizio del nuovo anno scolastico le due si ritrovano ad essere ancora più impopolari ed emarginate proprio a causa dell'"aggressione" ai danni di Jeff, tanto che si diffonde la voce che Josie e PJ siano state in riformatorio.
Richiamate dal preside e minacciate con l'espulsione, le ragazze si difendono affermando di aver solo praticato autodifesa. Ciò dà loro l'idea di fondare un club femminista di autodifesa, con lo scopo di incontrare altre ragazze. Nonostante le incertezze iniziali e il fatto che Josie e PJ continuino a sfruttare la bugia del carcere minorile per influenzare gli altri membri, il club ottiene un buon successo tra le ragazze della scuola, molte delle quali trovano in esso uno spazio sicuro e delle amicizie. Hazel, una ragazza del club, scopre intanto che Jeff va a letto con sua madre e Josie lo rivela a Isabel, che rompe con l'atleta e si avvicina sempre di più a Josie. Le ragazze del club vandalizzano e distruggono l'auto di Jeff, spingendo Tim, il braccio destro del quarterback, ad indagare sulle bugie raccontante da Josie e PJ. La tensione e la rabbia sale nel club, finché PJ non litiga con Hazel, umiliandola davanti a tutte. Mentre Josie riesce a fare sesso con Isabel, PJ bacia Brittany, che però la rifiuta perché eterosessuale. Durante un'assemblea d'istituto, Tim sfida le ragazze a mettere alla prova quanto appreso durante il corso di autodifesa ed Hazel viene picchiata selvaggiamente dal pugile migliore della scuola. Tim rivela all'intera scuola che Josie e PJ hanno mentito a tutte le ragazze con l'unico scopo di fare sesso con loro, causando così la fine del club e un furioso litigio tra Josie e PJ, che si incolpano a vicenda per l'accaduto. 
Josie si reca dalla sua vecchia babysitter Rhodes in cerca di consiglio, ma scopre che tradizionalmente tutte le partite tra i Vikings (la squadra della scuola) e la Huntington High School si concludono con l'omicidio di un atleta della Rockbridge. Dato che un incontro tra le due squadre è previsto per la sera stessa, Josie corre da PJ per sventare la tragedia e, dopo aver fatto pace, le due cercano di riunire il club per salvare i Vikings. Tuttavia, Isabel e Brittany non vogliono più avere nulla a che fare con loro. Dopo aver scoperto che i giocatori della Huntington intendono avvelenare Jeff con del succo di ananas, a cui è mortalmente allergico, PJ e Hazel distraggono l'attenzione del pubblico baciandosi sugli spalti del campo da football, mentre Brittany e Isabel decidono di unirsi nuovamente al club. Le ragazze combattono contro la squadra di Huntington, uccidendo o tramortendo tutti i giocatori. Mentre tutti celebrano per la vittoria di Rockbridge, Isabel e Josie fanno pace e si baciano.

## Produzione
Nell'aprile 2021 è stato annunciato che Emma Seligman e Rachel Sennott stavano lavorando con Orion Pictures e Brownstone Productions sulla realizzazione del film. È la seconda collaborazione tra Seligman e Sennott dopo Shiva Baby del 2020. Nel 2022, è stato annunciato che Ayo Edebiri, Marshawn Lynch, Ruby Cruz, Havana Rose Liu, Kaia Gerber, Nicholas Galitzine, Miles Fowler, Dagmara Dominczyk e Punkie Johnson sono stati aggiunti al cast principale.

## Distribuzione
Bottoms è stato presentato in anteprima al South by Southwest l'11 marzo 2023. Negli Stati Uniti d'America il film è stato distribuito da Orion Pictures e Metro-Goldwyn-Mayer a partire dal 25 agosto 2023.

## Accoglienza

### Critica
Sull'aggregatore di recensioni Rotten Tomatoes ha un indice di gradimento del 90%, con un voto medio di 7,50 su 10, basato su 221 recensioni.

## Riconoscimenti
- 2023 - Independent Spirit Awards[8]
  - Candidatura per la miglior sceneggiatura per Emma Seligman e Rachel Sennott
  - Candidatura per la miglior performance rivelazione a Marshawn Lynch
- 2024 - Critics' Choice Awards[9]
  - Candidatura per il miglior film commedia